# رافاييل غوميز (مصارع رياضي)
رافاييل غوميز هو مصارع رياضي كوبي، ولد في 14 مايو 1960.

## وصلات خارجية
- رافاييل غوميز على موقع قاعدة بيانات المصارعة الدولية (الإنجليزية)
- رافاييل غوميز على موقع أوليمبيديا (الإنجليزية)